# Supercoppa del Portogallo 1984 (hockey su pista)
La Supercoppa del Portogallo 1984 è stata la 3ª edizione dell'omonima competizione portoghese di hockey su pista. Il torneo non fu disputato e il trofeo è stato assegnato al Porto al secondo successo nella sua storia.

## Squadre partecipanti
| Club        | Qualificazione                       | Partecipazioni precedenti (il grassetto indica la vittoria) |
| ----------- | ------------------------------------ | ----------------------------------------------------------- |
| Porto       | Detentore della 1ª Divisão           | 1983                                                        |
| Sporting CP | Detentore della Coppa del Portogallo | 1982                                                        |

## Risultati
| Squadra 1   | Totale | Squadra 2 | Andata | Ritorno |
| ----------- | ------ | --------- | ------ | ------- |
| Sporting CP | n.d.   | Porto     |        |         |